# Бхаратпур (Индия)
Бхаратпур (англ. Bharatpur, хинди भरतपुर) — город в северо-западной части Индии, в штате Раджастхан, административный центр округа Бхаратпур. 

## История
До 1948 года город был столицей джатского княжества Бхаратпур.

## География
Город находится в северо-восточной части Раджастхана, в регионе Брадж. Абсолютная высота — 182 метра над уровнем моря.
Бхаратпур расположен на расстоянии приблизительно 165 километров к западу-северо-западу (WNW) от Джайпура, административного центра штата и на расстоянии 150 километров к югу от Дели, столицы страны.

## Демография
По данным последней официальной переписи 2001 года, население составляло 204 587 человек, из которых мужчины составляли 54 %, женщины — соответственно 46 % . Уровень грамотности населения составлял 66 % (при среднем по Индии показателе 59,5 %).
Динамика численности населения города по годам:
| 1991    | 2001    | 2012    |
| ------- | ------- | ------- |
| 148 519 | 204 587 | 273 060 |

## Экономика
Экономика города в основном базируется на переработке сельскохозяйственной продукции. Основными возделываемыми культурами являются пшеница, горчица, хлопок, красный перец и картофель. В городе расположено более 60 маслобоен, работающих на получение горчичного масла. Бхаратпур славится своими сладостями.

## Транспорт
Через Бхаратпур проходит железнодорожная магистраль, соединяющая столицу страны Дели с Мумбаи. Ближайший аэропорт расположен в городе Агра.